# Nga Awa Purua Geothermal Power Station
Die Nga Awa Purua Geothermal Power Station ist ein Geothermiekraftwerk im Taupō District der Region Waikato auf der Nordinsel von Neuseeland.

## Geographie
Die Anlage des Geothermiekraftwerks befindet sich am Südufer des Waikato River, rund 12 km nordöstlich des Stadtzentrums von Taupō und rund 7 km östlich von der Wairakai Geothermal Power Station entfernt. Rund 700 m östlich angrenzend befindet sich mit der Rotokawa Geothermal Power Station ein weiteres Geothermiekraftwerk in der Gegend.

## Geologie
Der Vulkanismus in Neuseeland ist das Ergebnis der plattentektonischen Wechselwirkungen zwischen der Australischen Platte und der Pazifischen Platte. Die Taupo Volcanic Zone (TVZ), die Teil dieses tektonischen Prozesses ist und sich vom Mount Ruapehu nordöstlich bis zur vorgelagerten Insel Whakaari / White Island hinzieht ist eine Rift-Zone, die geothermische Aktivitäten aufweist. Die Geothermie wird hier zur Stromerzeugung genutzt.
Das von der Nga Awa Purua Geothermal Power Station genutzte Thermalfeld des Systems des Lake Rotokawa (bitterer See) ist geprägt von geothermischen Quellen, Fumarolen und Schwefelvorkommen, letztere wurden in den 1900er Jahren abgebaut. In voreuropäischer Zeit nutzten Māori die heißen Quellen zum Kochen und für medizinische/therapeutische Zwecke sowie die erwärmten kleinen Seen zum Baden.

## Das Kraftwerk
Mitte der 1960er Jahre wurden im Auftrag der neuseeländischen Regierung erste Bohrungen vorgenommen. Die damit erschlossene Quelle war seinerzeit mit 307 °C die heißeste Quelle im Land. Zwei weitere Bohrungen folgten, doch die Temperatur der Quellen sank nach sechs Monaten rapide ab. Weitere Bohrungen folgten und 1987 wurde die Kapazität der Energiegewinnung aus den Thermalfeldern mit als gesicherten 49 MW, rund 100 MW als wahrscheinlich und rund 200 MW als möglich angesehen.
1997 lag die installierte Leistung der Rotokawa Geothermal Power Station bei 29 MW. Im Jahr 2003 kamen durch eine Erweiterung 6 MW hinzu.
Im Jahr 2010 wurde dann schließlich die Nga Awa Purua Geothermal Power Station mit einer Kraftwerksleistung von 140 MW in Betrieb genommen.